# Abarca (linaje)
Descendientes de Vidal Abarca, también conocido como Vidal de Guevara, que según se narra propuso a Sancho Garcés, hijo de García Sánchez y de Andregoto Galíndez, como rey de Aragón en el año 905.

## Orígenes y breve historia
Cuentan las crónicas que un caballero del linaje de Guevara, también llamado Vidal de Guevara (más tarde Abarca), encontró muertos por los moros al rey de Pamplona, García Sánchez, y a su esposa la condesa Andregoto Galíndez, hija del conde de Aragón. Esta hallábase encinta y ya muy próxima a dar a luz, y le salía por una herida del vientre una manecita del niño que llevaba en su seno. El caballero aludido salvó al infante, le puso el nombre de Sancho como era tradición, y le tuvo oculto en las montañas hasta que fue proclamado rey. Y como el ilustre niño usualmente llevaba un calzado tosco llamado abarca, le llamaron Sancho Abarca.
Esto lo confirma Jerónimo Zurita en sus "Anales de la Corona de Aragón", relatando: 

«Pasados algunos años después de la muerte del Rey Don García Íñíguez, no sabiendo que hubiese dejado hijo,
 juntáronse los Estados del reino para elegir Rey; y entonces aquel caballero, que tomó a su mano al Infante de la manera que se ha dicho,
llevóle consigo en hábito pastoril, con abarcas al uso de la sierra, y dióles razón cómo aquél era su señor natural; y fue aceptado por Rey y se llamó Sancho Abarca;
de la misma manera que ya en otros tiempos quedó el nombre, por ciertos trajes de calzado y vestido a Cayo César, que sucedió al Emperador Tiberio,,
que llamaron Calígula, y a Marco Antonio, hijo del Emperador Severo, que dijeron Caracala..
Y escriben que el caballero que le tuvo encubierto cuando niño y le crió, fue del linaje de Guevara, y que por esta causa le llamaron Ladrón.»
Jerónimo Zurita, "Anales de la Corona de Aragón”, 1562-1580.

Hasta la actualidad se mantiene la confusión con respecto a la identidad del infante, ya que a pesar de hallarse evidencia visual de lo ya mencionado en relatos y arte de la época, cronológicamente aún no se ha logrado hacer coincidir los acontecimientos, ya que en otros relatos describen la misma escena, a excepción de que los padres de Sancho Abarca no sería estos, sino respectivamente los reyes García Íñíguez, y su esposa la reina Urraca Jiménez; o siendo el infante Sancho Abarca en realidad Sancho Garcés I de Pamplona, al igual que se denomina en demás teorías a Sancho Abarca como Sancho Garcés, abuelo de Toda Aznarez, padre de Aznar Sánchez e hijo de García Íñiguez. Estas discrepancias parecen también estar directamente relacionada con la utilización del calendario juliano en esa época.

## Otros datos
La rama troncal del linaje asentada en Aragón, ostentó desde 1130 hasta 1652 el Señorío de Gavín, que incluía las siguientes poblaciones y bienes: Gavín, Fañanás, Yésero, Orós Alto, Orós Bajo, Oliván, Lárrede, Susín, Casbas de Jaca, Barbusa, Arnielle, Navasa, Sasal, la pardina de Isábal, de Ex y Estarruás en el valle del Aurín, una torre en Biescas, dos casas-palacio en Senegüé y otra más en Susín.
Durante el siglo XV constituyeron un bando opuesto al de los Lanuza, otra importante familia.

## Galería heráldica
La gran dispersión del apellido ha generado una importante diversificación de la heráldica de los miembros de este linaje, siendo algunas descritas en el Diccionario Heráldico de Bizén d'o Río Martínez:
- Abarca de Jaca: En capo de azur tres abarcas de oro con abarqueras anudadas en triángulo mayor.
- Abarca de Navarra: En campo azur, dos abarcas de oro.
- Abarca de Íñiguez: En campo de oro dos abarcas de su color (cuero).
- Abarca de Bolea: En campo de gules dos abarcas de su color con abarqueras de oro atadas como zapatos y en la punta una pieza sinople.
- Abarca- Navas: En campo de gules dos abarcas de su color con abarqueras de oro atadas como zapatos y en la punta una pieza sinople.

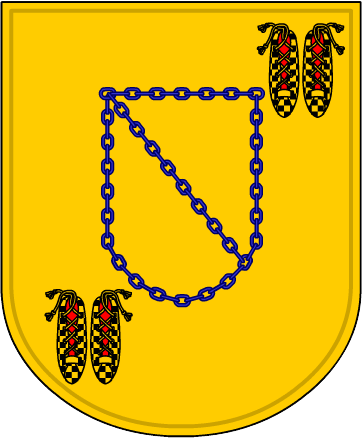
Abarca de Portugal
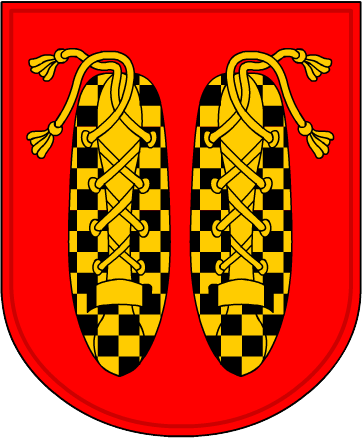
Otra rama de Abarca
Abarca de Bolea
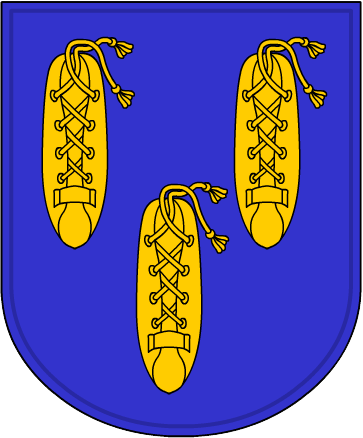
Abarca de Jaca
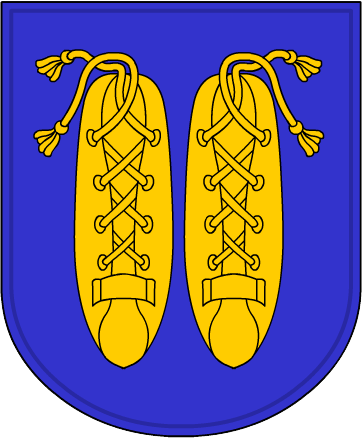
Abarca de Navarra